# Bob Vylan
Bob Vylan est un groupe britannique de punk rock et hip-hop, originaire de Londres, en Angleterre.

## Histoire
Le groupe est formé en 2017 par le chanteur/guitariste Bobby Vylan et le batteur Bobbie Vylan. Le premier concert suit à peine deux semaines plus tard. Au cours de la première année d'existence du groupe, Bob Vylan sort quatre singles et un EP via le propre label du groupe, Ghost Theatre. Suivant le principe du DIY, les musiciens livrent personnellement leurs albums à divers magasins de disques.
Le 7 août 2020, le groupe sort son premier album, We Live Here. Bob Vylan part ensuite en tournée en première partie des Offspring et de Biffy Clyro et se produit aux Reading and Leeds Festivals en 2021. Le 3 décembre 2021, le groupe se produit aux Trans Musicales de Rennes. Le 22 avril 2022, le groupe sort son deuxième album studio, Bob Vylan Presents the Price of Life, qui entre au UK Albums Chart à la 18e place.
Lors d'un concert en juin 2025 le groupe scande « mort, mort aux IDF [armée israélienne] ! » en protestation contre les massacres de civils lors de la guerre de Gaza. Il rajoute par la suite « inchalah, Palestine sera libre ». Les propos ont été condamnés notamment par le Premier ministre britannique Keir Starmer et les organisateurs du festival, tandis que la BBC a dit « regretter » de ne pas avoir arrêté la diffusion du concert. La police britannique ouvre une enquête pénale contre les rappeurs. Le gouvernement Trump révoque pour sa part les visas des membres du groupe alors que celui-ci devait se produire aux Etats-Unis'. 

## Style musical
Bob Vylan combine le grime et le punk rock. Le chanteur Bobby Vylan a grandi en écoutant du rap, du grime, du punk et du rock indépendant. Après avoir appris la guitare, il a voulu incorporer toutes ses influences dans sa musique. Les chansons Wicked and Bad et Health is Wealth de leur album The Price of Life sont fortement influencées par le dancehall et le reggae. Les paroles traitent de questions sociales et politiques telles que le racisme, la violence policière, la répartition inégale des revenus, l'accès à une alimentation saine, l'embourgeoisement, l'influence d'Hollywood sur la classe ouvrière et l'influence des médicaments prescrits sur la population. Le magazine américain anglais : Alternative Press recommande Bob Vylan aux fans de Idles, Fever 333 et Turnstile. Ian Winwood du magazine britannique Kerrang! a qualifié Bob Vylan de groupe punk le plus excitant et le plus important du Royaume-Uni en 2022.

## Discographie

### Albums studio
- 2020 : We Live Here (Ghost Theatre)
- 2022 : Bob Vylan Presents the Price of Life (Ghost Theatre)

### Singles et EP
- 2017 : Vylan EP
- 2017 : Frontline (The One About the Wall)
- 2017 : Cannon (The One About the Gun)
- 2017 : Say Bye Bye (feat. Moonrise Pulcher)
- 2017 : Frontline Interlude (The One Before the One About the Wall)
- 2022 : The Delicate Nature (feat. Laurie Vincent)
- 2023 : Dream Big
- 2023 : He’s a Man

### Sous Gastmusiker
- 2022 : New England (Kid Kapichi feat. Bob Vylan)
- 2023 : Baby Steps (XL Life feat. Bob Vylan)
- 2023 : Stinkin Rich Families (Grove feat. Bob Vylan)
- 2023 : Voice (Jelani Blackman feat. Bob Vylan)

## Distinctions
| 2022 | Meilleur groupe de musique alternative | MOBO Awards     | Lauréat | Premier groupe des MOBO Awards à être récompensé dans cette catégorie. | [ 12 ] |
| 2022 | Meilleur album                         | Kerrang! Awards | Lauréat | Pour l'album Bob Vylan Presents the Price of Life.                     | [ 13 ] |